# South Ronaldsay
South Ronaldsay è la più meridionale delle isole dell'arcipelago scozzese delle Orcadi. Da nord a sud è lunga circa 12 km con una larghezza massima di 8,5 km, ha una superficie complessiva di 49,8 km².
Il maggiore centro abitato dell'isola è il villaggio di St Margaret's Hope (circa 550 abitanti). La leggenda vuole che qui, nel 1290, sia morta Margaret la principessa norvegese destinata a diventare regina di Scozia.
L'isola è collegata con Mainland tramite le Churchill Barriers costruite durante la seconda guerra mondiale.